# UFC Fight Night: Overeem vs. Volkov
UFC Fight Night: Overeem vs. Volkov (também conhecido como UFC Fight Night 184 e UFC on ESPN+ 42) foi um evento de MMA produzido pelo Ultimate Fighting Championship em 6 de fevereiro de 2021 no UFC Apex em Las Vegas, Nevada.

## Background
Uma luta no peso pesado entre Alistair Overeem e Alexander Volkov foi luta principal da noite.
Uma luta no peso galo entre Cory Sandhagen e Frankie Edgar ocorreu neste evento.
Uma luta entre Alexandre Pantoja e o estreante Manel Kape ocorreu neste evento.
Uma luta no peso galo entre Merab Dvalishvili e Cody Stamann ocorreria neste evento. Entretanto, Dvalishvili testou positivo para Covid-19 e luta foi cancelada.

## Bônus da Noite
Os lutadores receberam US$50.000 de bônus:
- Luta da Noite:  Beneil Dariush vs.  Diego Ferreira
- Performance da Noite:  Alexander Volkov e  Cory Sandhagen